# Petit Le Mans 2011
L'edizione 2011 della Petit Le Mans, corsa il 1º ottobre sul circuito di Road Atlanta, è stata la quattordicesima dell'evento. Essa è stata anche la nona e ultima gara della stagione 2011 dell'American Le Mans Series e la sesta dell'Intercontinental Le Mans Cup. La gara è stata vinta dal team Peugeot Sport con i piloti Franck Montagny, Stéphane Sarrazin e Alexander Wurz. La categoria LMP2 ha visto la vittoria del team Level 5 Motorsports, con i piloti João Barbosa, Christophe Bouchut e Scott Tucker. La categoria LMPC PR1 Mathiasen Motorsports con i piloti Ken Dobson, Ryan Lewis e Henri Richard. La categoria GT ha visto la vittoria del team AF Corse con i piloti Gianmaria Bruni, Giancarlo Fisichella e Pierre Kaffer. La categoria GTE Am ha visto la vittoria del team Krohn Racing con i piloti Tracy Krohn, Niclas Jönsson e Michele Rugolo. La categoria GTC ha visto la vittoria del team Black Swan Racing con i piloti Jeroen Bleekemolen, Sebastiaan Bleekemolen e Tim Pappas.

## Risultati
| Pos    | Classe | #   | Team                            | Piloti                                                    | Telaio                                  | Gomme | Giri |
| Pos    | Classe | #   | Team                            | Piloti                                                    | Motore                                  | Gomme | Giri |
| ------ | ------ | --- | ------------------------------- | --------------------------------------------------------- | --------------------------------------- | ----- | ---- |
| 1      | LMP1   | 8   | Peugeot Sport Total             | Franck Montagny Stéphane Sarrazin Alexander Wurz          | Peugeot 908                             | M     | 394  |
| 1      | LMP1   | 8   | Peugeot Sport Total             | Franck Montagny Stéphane Sarrazin Alexander Wurz          | Peugeot HDi 3.7 L Turbo V8 (Diesel)     | M     | 394  |
| 2      | LMP1   | 10  | Team Oreca Matmut               | Marc Gené Nicolas Lapierre Nicolas Minassian              | Peugeot 908 HDi FAP                     | M     | 389  |
| 2      | LMP1   | 10  | Team Oreca Matmut               | Marc Gené Nicolas Lapierre Nicolas Minassian              | Peugeot HDi 5.5 L Turbo V12 (Diesel)    | M     | 389  |
| 3      | LMP1   | 007 | Aston Martin Racing             | Adrián Fernández Stefan Mücke Harold Primat               | Lola-Aston Martin B09/60                | M     | 388  |
| 3      | LMP1   | 007 | Aston Martin Racing             | Adrián Fernández Stefan Mücke Harold Primat               | Aston Martin 6.0 L V12                  | M     | 388  |
| 4      | LMP1   | 24  | OAK Racing                      | Olivier Pla Alexandre Prémat Jean-François Yvon           | OAK Pescarolo 01                        | D     | 384  |
| 4      | LMP1   | 24  | OAK Racing                      | Olivier Pla Alexandre Prémat Jean-François Yvon           | Judd DB 3.4 L V8                        | D     | 384  |
| 5      | LMP1   | 12  | Rebellion Racing                | Andrea Belicchi Neel Jani Nicolas Prost                   | Lola B10/60                             | M     | 381  |
| 5      | LMP1   | 12  | Rebellion Racing                | Andrea Belicchi Neel Jani Nicolas Prost                   | Toyota RV8KLM 3.4 L V8                  | M     | 381  |
| 6      | LMP2   | 33  | Level 5 Motorsports             | João Barbosa Christophe Bouchut Scott Tucker              | HPD ARX-01g                             | M     | 375  |
| 6      | LMP2   | 33  | Level 5 Motorsports             | João Barbosa Christophe Bouchut Scott Tucker              | HPD HR28TT 2.8 L Turbo V6               | M     | 375  |
| 7      | LMP1   | 15  | OAK Racing                      | Matthieu Lahaye Guillaume Moreau Pierre Ragues            | OAK Pescarolo 01                        | D     | 370  |
| 7      | LMP1   | 15  | OAK Racing                      | Matthieu Lahaye Guillaume Moreau Pierre Ragues            | Judd DB 3.4 L V8                        | D     | 370  |
| 8      | LMPC   | 52  | PR1 Mathiasen Motorsports       | Ken Dobson Ryan Lewis Henri Richard                       | Oreca FLM09                             | M     | 368  |
| 8      | LMPC   | 52  | PR1 Mathiasen Motorsports       | Ken Dobson Ryan Lewis Henri Richard                       | Chevrolet LS3 6.2 L V8                  | M     | 368  |
| 9      | LMPC   | 89  | Intersport Racing               | Chapman Ducote Tomy Drissi Kyle Marcelli                  | Oreca FLM09                             | M     | 368  |
| 9      | LMPC   | 89  | Intersport Racing               | Chapman Ducote Tomy Drissi Kyle Marcelli                  | Chevrolet LS3 6.2 L V8                  | M     | 368  |
| 10     | GT     | 51  | AF Corse                        | Gianmaria Bruni Giancarlo Fisichella Pierre Kaffer        | Ferrari 458 GTC                         | M     | 367  |
| 10     | GT     | 51  | AF Corse                        | Gianmaria Bruni Giancarlo Fisichella Pierre Kaffer        | Ferrari 4.5 L V8                        | M     | 367  |
| 11     | GT     | 045 | Flying Lizard Motorsports       | Jörg Bergmeister Patrick Long Patrick Pilet               | Porsche 997 GT3-RSR                     | M     | 367  |
| 11     | GT     | 045 | Flying Lizard Motorsports       | Jörg Bergmeister Patrick Long Patrick Pilet               | Porsche 4.0 L Flat-6                    | M     | 367  |
| 12     | GT     | 55  | BMW Motorsport BMW Team RLL     | Bill Auberlen Augusto Farfus Dirk Werner                  | BMW M3 GT2                              | D     | 367  |
| 12     | GT     | 55  | BMW Motorsport BMW Team RLL     | Bill Auberlen Augusto Farfus Dirk Werner                  | BMW 4.0 L V8                            | D     | 367  |
| 13     | LMP2   | 22  | United Autosports               | Zak Brown Stefan Johansson Mark Patterson                 | OAK Pescarolo 01                        | D     | 367  |
| 13     | LMP2   | 22  | United Autosports               | Zak Brown Stefan Johansson Mark Patterson                 | Judd-BMW HK 3.6 L V8                    | D     | 367  |
| 14     | GT     | 4   | Corvette Racing                 | Oliver Gavin Jan Magnussen Richard Westbrook              | Chevrolet Corvette C6.R                 | M     | 366  |
| 14     | GT     | 4   | Corvette Racing                 | Oliver Gavin Jan Magnussen Richard Westbrook              | Chevrolet 5.5 L V8                      | M     | 366  |
| 15     | GT     | 17  | Team Falken Tire                | Wolf Henzler Martin Ragginger Bryan Sellers               | Porsche 997 GT3-RSR                     | F     | 365  |
| 15     | GT     | 17  | Team Falken Tire                | Wolf Henzler Martin Ragginger Bryan Sellers               | Porsche 4.0 L Flat-6                    | F     | 365  |
| 16     | GT     | 01  | Extreme Speed Motorsports       | Dominik Farnbacher Scott Sharp Johannes van Overbeek      | Ferrari 458 GTC                         | M     | 365  |
| 16     | GT     | 01  | Extreme Speed Motorsports       | Dominik Farnbacher Scott Sharp Johannes van Overbeek      | Ferrari 4.5 L V8                        | M     | 365  |
| 17 DNF | LMP1   | 16  | Dyson Racing Team               | Jay Cochran Chris Dyson Guy Smith                         | Lola B09/86                             | D     | 363  |
| 17 DNF | LMP1   | 16  | Dyson Racing Team               | Jay Cochran Chris Dyson Guy Smith                         | Mazda MZR-R 2.0 L Turbo I4 (Isobutanol) | D     | 363  |
| 18     | GT     | 58  | Luxury Racing                   | Ralph Firman David Hallyday François Jakubowski           | Ferrari 458 GTC                         | M     | 361  |
| 18     | GT     | 58  | Luxury Racing                   | Ralph Firman David Hallyday François Jakubowski           | Ferrari 4.5 L V8                        | M     | 361  |
| 19     | GT     | 044 | Flying Lizard Motorsports       | Marco Holzer Darren Law Seth Neiman                       | Porsche 997 GT3-RSR                     | M     | 361  |
| 19     | GT     | 044 | Flying Lizard Motorsports       | Marco Holzer Darren Law Seth Neiman                       | Porsche 4.0 L Flat-6                    | M     | 361  |
| 20     | GT     | 56  | BMW Motorsport BMW Team RLL     | Joey Hand Dirk Müller Andy Priaulx                        | BMW M3 GT2                              | D     | 359  |
| 20     | GT     | 56  | BMW Motorsport BMW Team RLL     | Joey Hand Dirk Müller Andy Priaulx                        | BMW 4.0 L V8                            | D     | 359  |
| 21     | GT     | 02  | Extreme Speed Motorsports       | Robert Bell Ed Brown Guy Cosmo                            | Ferrari 458 GTC                         | M     | 357  |
| 21     | GT     | 02  | Extreme Speed Motorsports       | Robert Bell Ed Brown Guy Cosmo                            | Ferrari 4.5 L V8                        | M     | 357  |
| 22     | LMP2   | 26  | Signatech Nissan                | Franck Mailleux Lucas Ordóñez Jean-Karl Vernay            | Oreca 03                                | M     | 357  |
| 22     | LMP2   | 26  | Signatech Nissan                | Franck Mailleux Lucas Ordóñez Jean-Karl Vernay            | Nissan VK45DE 4.5 L V8                  | M     | 357  |
| 23     | GT     | 48  | Paul Miller Racing              | Emmanuel Collard Sascha Maassen Bryce Miller              | Porsche 997 GT3-RSR                     | Y     | 357  |
| 23     | GT     | 48  | Paul Miller Racing              | Emmanuel Collard Sascha Maassen Bryce Miller              | Porsche 4.0 L Flat-6                    | Y     | 357  |
| 24     | GTE Am | 57  | Krohn Racing                    | Tracy Krohn Niclas Jönsson Michele Rugolo                 | Ferrari F430 GTE                        | D     | 355  |
| 24     | GTE Am | 57  | Krohn Racing                    | Tracy Krohn Niclas Jönsson Michele Rugolo                 | Ferrari 4.0 L V8                        | D     | 355  |
| 25     | GTE Am | 50  | Larbre Compétition              | Patrick Bornhauser Julien Canal Gabriele Gardel           | Chevrolet Corvette C6.R                 | M     | 353  |
| 25     | GTE Am | 50  | Larbre Compétition              | Patrick Bornhauser Julien Canal Gabriele Gardel           | Chevrolet 5.5 L V8                      | M     | 353  |
| 26     | GT     | 40  | Robertson Racing                | David Murry Andrea Robertson Melanie Snow                 | Ford GT-R Mk. VII                       | M     | 350  |
| 26     | GT     | 40  | Robertson Racing                | David Murry Andrea Robertson Melanie Snow                 | Élan 5.0 L V8                           | M     | 350  |
| 27     | GTC    | 54  | Black Swan Racing               | Jeroen Bleekemolen Sebastiaan Bleekemolen Tim Pappas      | Porsche 997 GT3 Cup                     | Y     | 346  |
| 27     | GTC    | 54  | Black Swan Racing               | Jeroen Bleekemolen Sebastiaan Bleekemolen Tim Pappas      | Porsche 4.0 L Flat-6                    | Y     | 346  |
| 28     | GTC    | 23  | Alex Job Racing                 | Leh Keen Bill Sweedler Brian Wong                         | Porsche 997 GT3 Cup                     | Y     | 346  |
| 28     | GTC    | 23  | Alex Job Racing                 | Leh Keen Bill Sweedler Brian Wong                         | Porsche 4.0 L Flat-6                    | Y     | 346  |
| 29     | GTC    | 66  | TRG                             | Duncan Ende Peter Ludwig Spencer Pumpelly                 | Porsche 997 GT3 Cup                     | Y     | 345  |
| 29     | GTC    | 66  | TRG                             | Duncan Ende Peter Ludwig Spencer Pumpelly                 | Porsche 4.0 L Flat-6                    | Y     | 345  |
| 30     | LMPC   | 06  | CORE Autosport                  | Ricardo González Gunnar Jeannette Rudy Junco, Jr.         | Oreca FLM09                             | M     | 340  |
| 30     | LMPC   | 06  | CORE Autosport                  | Ricardo González Gunnar Jeannette Rudy Junco, Jr.         | Chevrolet LS3 6.2 L V8                  | M     | 340  |
| 31     | GTE Am | 61  | AF Corse                        | Rui Águas Justin Bell Robert Kaufmann                     | Ferrari F430 GTE                        | M     | 338  |
| 31     | GTE Am | 61  | AF Corse                        | Rui Águas Justin Bell Robert Kaufmann                     | Ferrari 4.0 L V8                        | M     | 338  |
| 32 DNF | LMP1   | 012 | Autocon                         | Tony Burgess Chris McMurry Bryan Willman                  | Lola B06/10                             | D     | 336  |
| 32 DNF | LMP1   | 012 | Autocon                         | Tony Burgess Chris McMurry Bryan Willman                  | AER P32C 4.0 L Turbo V8 (Isobutanol)    | D     | 336  |
| 33     | GTE Am | 60  | Gulf AMR Middle East            | Fabien Giroix Roald Goethe Michael Wainwright             | Aston Martin V8 Vantage GT2             | D     | 332  |
| 33     | GTE Am | 60  | Gulf AMR Middle East            | Fabien Giroix Roald Goethe Michael Wainwright             | Aston Martin 4.5 L V8                   | D     | 332  |
| 34     | LMPC   | 063 | Genoa Racing                    | Elton Julian Eric Lux Christian Zugel                     | Oreca FLM09                             | M     | 327  |
| 34     | LMPC   | 063 | Genoa Racing                    | Elton Julian Eric Lux Christian Zugel                     | Chevrolet LS3 6.2 L V8                  | M     | 327  |
| 35 DNF | LMPC   | 05  | CORE Autosport                  | Jon Bennett Ryan Dalziel Frankie Montecalvo               | Oreca FLM09                             | M     | 324  |
| 35 DNF | LMPC   | 05  | CORE Autosport                  | Jon Bennett Ryan Dalziel Frankie Montecalvo               | Chevrolet LS3 6.2 L V8                  | M     | 324  |
| 36     | LMP2   | 35  | OAK Racing                      | Frédéric Da Rocha Patrice Lafargue Jacques Nicolet        | OAK Pescarolo 01                        | D     | 324  |
| 36     | LMP2   | 35  | OAK Racing                      | Frédéric Da Rocha Patrice Lafargue Jacques Nicolet        | Judd-BMW HK 3.6 L V8                    | D     | 324  |
| 37 DNF | GT     | 59  | Luxury Racing                   | Anthony Beltoise Frédéric Makowiecki Stéphane Ortelli     | Ferrari 458 GTC                         | M     | 316  |
| 37 DNF | GT     | 59  | Luxury Racing                   | Anthony Beltoise Frédéric Makowiecki Stéphane Ortelli     | Ferrari 4.5 L V8                        | M     | 316  |
| 38     | LMP2   | 055 | Level 5 Motorsports             | Scott Tucker Luis Díaz Marino Franchitti                  | HPD ARX-01g                             | M     | 314  |
| 38     | LMP2   | 055 | Level 5 Motorsports             | Scott Tucker Luis Díaz Marino Franchitti                  | HPD HR28TT 2.8 L Turbo V6               | M     | 314  |
| 39     | GTE Am | 62  | CRS Racing                      | Pierre Ehret Tim Mullen Roger Wills                       | Ferrari F430 GTE                        | M     | 310  |
| 39     | GTE Am | 62  | CRS Racing                      | Pierre Ehret Tim Mullen Roger Wills                       | Ferrari 4.0 L V8                        | M     | 310  |
| 40 DNF | LMP1   | 2   | Audi Sport Team Joest           | Rinaldo Capello Tom Kristensen Allan McNish               | Audi R18 TDI                            | M     | 302  |
| 40 DNF | LMP1   | 2   | Audi Sport Team Joest           | Rinaldo Capello Tom Kristensen Allan McNish               | Audi TDI 3.7 L Turbo V6 (Diesel)        | M     | 302  |
| 41 DNF | LMP1   | 1   | Audi Sport Team Joest           | Timo Bernhard Marcel Fässler Romain Dumas                 | Audi R18 TDI                            | M     | 296  |
| 41 DNF | LMP1   | 1   | Audi Sport Team Joest           | Timo Bernhard Marcel Fässler Romain Dumas                 | Audi TDI 3.7 L Turbo V6 (Diesel)        | M     | 296  |
| 42     | LMPC   | 18  | Performance Tech Motorsports    | Jarrett Boon Jan-Dirk Lueders Anthony Nicolosi            | Oreca FLM09                             | M     | 293  |
| 42     | LMPC   | 18  | Performance Tech Motorsports    | Jarrett Boon Jan-Dirk Lueders Anthony Nicolosi            | Chevrolet LS3 6.2 L V8                  | M     | 293  |
| 43     | GTC    | 68  | TRG                             | Ben Keating Jim Norman Dion von Molkte                    | Porsche 997 GT3 Cup                     | Y     | 247  |
| 43     | GTC    | 68  | TRG                             | Ben Keating Jim Norman Dion von Molkte                    | Porsche 4.0 L Flat-6                    | Y     | 247  |
| 44 NC  | GT     | 65  | Lotus Jetalliance               | David Heinemeier Hansson Johnny Mowlem James Rossiter     | Lotus Evora GTE                         | M     | 237  |
| 44 NC  | GT     | 65  | Lotus Jetalliance               | David Heinemeier Hansson Johnny Mowlem James Rossiter     | Toyota (Cosworth) 4.0 L V6              | M     | 237  |
| 45 DNF | GT     | 64  | Lotus Jetalliance               | Kasper Jensen Martin Rich Oskar Slingerland               | Lotus Evora GTE                         | M     | 197  |
| 45 DNF | GT     | 64  | Lotus Jetalliance               | Kasper Jensen Martin Rich Oskar Slingerland               | Toyota (Cosworth) 4.0 L V6              | M     | 197  |
| 46 DNF | GTE Am | 63  | Proton Competition              | Mark Bullitt Richard Lietz Christian Ried                 | Porsche 997 GT3-RSR                     | M     | 163  |
| 46 DNF | GTE Am | 63  | Proton Competition              | Mark Bullitt Richard Lietz Christian Ried                 | Porsche 4.0 L Flat-6                    | M     | 163  |
| 47 DNF | GT     | 99  | JaguarRSR                       | Bruno Junqueira Kenny Wilden Ian James                    | Jaguar XKR GT                           | D     | 92   |
| 47 DNF | GT     | 99  | JaguarRSR                       | Bruno Junqueira Kenny Wilden Ian James                    | Jaguar 5.0 L V8                         | D     | 92   |
| 48 DNF | LMP1   | 7   | Peugeot Sport Total             | Sébastien Bourdais Anthony Davidson Simon Pagenaud        | Peugeot 908                             | M     | 78   |
| 48 DNF | LMP1   | 7   | Peugeot Sport Total             | Sébastien Bourdais Anthony Davidson Simon Pagenaud        | Peugeot HDi 3.7 L Turbo V8 (Diesel)     | M     | 78   |
| 49 DNF | GT     | 3   | Corvette Racing                 | Olivier Beretta Antonio García Tommy Milner               | Chevrolet Corvette C6.R                 | M     | 76   |
| 49 DNF | GT     | 3   | Corvette Racing                 | Olivier Beretta Antonio García Tommy Milner               | Chevrolet 5.5 L V8                      | M     | 76   |
| 50 DNF | LMP1   | 6   | Muscle Milk Aston Martin Racing | Lucas Luhr Klaus Graf Greg Pickett                        | Lola-Aston Martin B08/62                | M     | 63   |
| 50 DNF | LMP1   | 6   | Muscle Milk Aston Martin Racing | Lucas Luhr Klaus Graf Greg Pickett                        | Aston Martin 6.0 L V12                  | M     | 63   |
| 51 DNF | LMP1   | 20  | Oryx Dyson Racing               | Humaid Al Masaood Steven Kane Butch Leitzinger            | Lola B09/86                             | D     | 29   |
| 51 DNF | LMP1   | 20  | Oryx Dyson Racing               | Humaid Al Masaood Steven Kane Butch Leitzinger            | Mazda MZR-R 2.0 L Turbo I4 (Isobutanol) | D     | 29   |
| 52 DNF | GT     | 98  | JaguarRSR                       | P. J. Jones Shane Lewis Rocky Moran, Jr.                  | Jaguar XKR GT                           | D     | 27   |
| 52 DNF | GT     | 98  | JaguarRSR                       | P. J. Jones Shane Lewis Rocky Moran, Jr.                  | Jaguar 5.0 L V8                         | D     | 27   |
| NP     | GT     | 062 | Risi Competizione               | Raphael Matos Jaime Melo Toni Vilander                    | Ferrari 458 GTC                         | M     |      |
| NP     | GT     | 062 | Risi Competizione               | Raphael Matos Jaime Melo Toni Vilander                    | Ferrari 4.5 L V8                        | M     |      |
| NP     | LMPC   | 36  | Genoa Racing                    | Jordan Grogor Aldous Mitchell Bassam Kronfli Dane Cameron | Oreca FLM09                             | M     |      |
| NP     | LMPC   | 36  | Genoa Racing                    | Jordan Grogor Aldous Mitchell Bassam Kronfli Dane Cameron | Chevrolet LS3 6.2 L V8                  | M     |      |